# Комиссия по противодействию фальсификации научных исследований
Комиссия по противодействию фальсификации научных исследований — консультативный и экспертный орган Российской академии наук, созданный с целью содействия в решении задач, стоящих перед академией. Комиссия является совещательным органом при президиуме РАН, который в 2018 году принял решение о её выделении из состава Комиссии по борьбе с лженаукой и фальсификацией научных исследований. Президиум РАН утверждает положение о Комиссии, её состав и структуру.
13 декабря 2022 года постановлением Президиума РАН функции обеих комиссий были переданы Экспертному совету; многими это было воспринято как ликвидация комиссий. Позже глава Экспертного совета и вице-президент РАН академик Степан Калмыков пояснил, что речь идет не об упразднении комиссий, а об их переподчинении Экспертному совету вместо Президиума. 

## Состав Комиссии
Состав Комиссии на 2020 год:
- Васильев, Виктор Анатольевич — председатель комиссии, академик РАН
- Власов, Василий Викторович — заместитель председателя, доктор медицинских наук, НИУ ВШЭ
- Анисимов, Владимир Николаевич  (умер 16.11.2024) — член-корреспондент РАН
- Аранович, Леонид Яковлевич — член-корреспондент РАН
- Афонцев, Сергей Александрович — член-корреспондент РАН
- Бащинский, Савелий Евелевич — генеральный директор медицинского издательства «Медиа-сфера»
- Белавин, Александр Абрамович — член-корреспондент РАН
- Бобровский, Алексей Юрьевич — доктор химических наук, профессор РАН, МГУ
- Бонч-Осмоловская, Елизавета Александровна — член-корреспондент РАН
- Гайдуков, Пётр Григорьевич — член-корреспондент РАН
- Гельфанд, Михаил Сергеевич — доктор физико-математических наук, ИППИ РАН
- Глухов, Виктор Алексеевич — кандидат технических наук, НЭБ
- Гончаров, Николай Петрович — академик РАН
- Гринцер, Николай Павлович — член-корреспондент РАН
- Данилов, Валентин Владимирович — кандидат физико-математических наук
- Жуйков, Борис Леонидович — доктор химических наук, ИЯИ РАН
- Заякин, Андрей Викторович — кандидат физико-математических наук, ИТЭФ — НИЦ
- Иванчик, Аскольд Игоревич — член-корреспондент РАН
- Кулешова, Анна Викторовна — кандидат социологических наук, Ассоциация научных редакторов и издателей (АНРИ)
- Мельниченко, Галина Афанасьевна — академик РАН
- Ростовцев, Андрей Африканович — доктор физико-математических наук, ИППИ РАН
- Сиренов, Алексей Владимирович — член-корреспондент РАН
- Сойфер, Валерий Николаевич — доктор физико-математических наук (умер 11 июня 2024),
- Талантов, Пётр Валентинович — просветительский фонд «Эволюция»
- Успенский, Фёдор Борисович — член-корреспондент РАН
- Устинов, Алексей Валентинович — доктор физико-математических наук, профессор РАН, ИПМ ДВО РАН
- Ушаков, Дмитрий Викторович — член-корреспондент РАН
- Хохлов, Алексей Ремович — академик РАН
- Черноусько, Феликс Леонидович — академик РАН
- Энтов, Револьд Михайлович — академик РАН

## Деятельность комиссии
В 2019 году эксперты «Диссернета» обратили внимание на недостоверные данные в диссертации исполняющего обязанности ректора Курганского госуниверситета Константина Прокофьева: 159 из 184 страниц были скопированы из двух чужих диссертаций 2011 года. Прокофьев сослался на своё научно-методическое пособие, якобы изданное в 2010 году, где содержалась информация о событиях, произошедших позже, например, 53 политические партии, тогда как в 2010-м их было всего восемь. Комиссия по фальсификации научных работ предоставила заключение, однако диссертационный совет при РУДН не нашёл доказательства убедительными для лишения Прокофьева учёной степени.

## Критика
В октябре 2019 года президент РАН Александр Сергеев в интервью для «ТАСС» обвинил комиссию по противодействию фальсификации научных исследований в несоблюдении регламента при публикации доклада о нарушениях научной этики у кандидатов в члены академии, который был обнародован без согласования с отделениями РАН. В своём интервью «Российской газете» в январе 2020 года Сергеев утверждал: «Президиум академии признал, что в работе комиссии были определенные нарушения, и решил внести изменения в её деятельность, а также обновить состав. Мы намерены предложить минобрнауки разработать альтернативу сообществу „Диссернет“, чьи результаты использовались комиссией, в том числе и для анализа публикационной и диссертационной активности кандидатов в члены РАН».